# Козулька
Козу́лька — городской посёлок в Козульском районе Красноярского края России. Входит в городское поселение посёлок Козулька как его административный центр.
Население 6402 чел. (2021)

## География
Находится в 100 км западнее краевого центра города Красноярска по железной дороге и в 105 км по автодороге.

## История
Населённый пункт основан в 1892 году. Статус посёлка городского типа с 1962 года.
В посёлке родился Герой Советского Союза Михаил Хлебников.

## Население
| 1939  | 1959  | 1970  | 1979  | 1989  | 2002  | 2009  |
| ----- | ----- | ----- | ----- | ----- | ----- | ----- |
| 3633  | ↗4336 | ↗7393 | ↗7688 | ↗8910 | ↘8800 | ↘8646 |
| 2010  | 2012  | 2013  | 2014  | 2015  | 2016  | 2017  |
| ↘7998 | ↘7955 | ↘7934 | ↘7930 | ↘7905 | ↘7780 | ↗7833 |
| 2020  | 2021  |       |       |       |       |       |
| ↘7703 | ↘6402 |       |       |       |       |       |

## Образование
Две средние школы, КГБОУ Филиал Емельяновского дорожно-строительного техникума, пять детских садов.

## Транспорт
Железнодорожная станция Козулька на Транссибирской магистрали, пригородные поезда до Чернореченской и Красноярска. Также останавливается часть поездов дальнего следования.